# Hamilton Castner
Hamilton Young Castner, né le 11 septembre 1858 à Brooklyn; † le 11 octobre 1899 à Saranac Lake, Comté de Franklin (New York), est un chimiste et industriel américain. Par diverses inventions (élaboration de soude, de sels de calomel et de cyanure très purs, fabrication d'électrodes en graphite), il perfectionna les techniques d'électrolyse et leur donna un rendement industriel.

## Biographie
Il étudia à l’Institut polytechnique de Brooklyn puis à l’école des Mines de l’Université Columbia, qu'il abandonna en 1879 sans passer les examens, afin de s'associer à son frère E. B. Castner comme chimiste consultant.
Il démissionna de ce bureau d'étude en 1884, pour se consacrer à la mise au point d'un procédé de fabrication de l'aluminium par réduction de chlorure d'aluminium par de la soude ; mais la soude était alors chère, ce qui le poussa à mettre au point son propre procédé de fabrication de soude par réduction de soude caustique par de la houille. Faute de trouver des industriels intéressés aux États-Unis, il partit en Angleterre en 1886.
En 1887, pour exploiter son procédé, il s'associa à la Webster Crown Metal Company pour créer à Oldbury l’Aluminium Crown Metal Company, dont il fut le Directeur technique : cette société produisait de l'aluminium de grande pureté et fit baisser le prix de l'aluminium. Mais la découverte du procédé Hall-Héroult, en 1886, lui créa une concurrence efficace à partir de 1889. C'est pourquoi il rechercha de nouveaux débouchés pour la soude qu'il produisait en quantité : il se tourna vers la production de percarbonate de sodium comme agent de blanchiment, et de cyanure de sodium pour les mines d'or. Le procédé Castner-Kellner permet la synthèse de cyanure de sodium (comme le procédé chlore-alcali par amalgame). D'autres procédés portent le nom de Castner qui permettent la fabrication d'électrodes en graphite ou l'extraction de sels de sodium par électrolyse d'une solution de soude.
En 1890, avec son ingénieur chimiste Harry Baker (1859–1935), il découvre un procédé de production de soude caustique de haute pureté par électrolyse de saumure dans un réacteur à membrane (rocking cell) au calomel (procédé Castner-Kellner). La soude était, accessoirement, utilisée comme précurseur pour l’élaboration d'alcalino-terreux par électrolyse. Alors qu'il était sur le point de breveter son invention, il apprit que Karl Kellner avait déjà breveté un procédé identique en 1894, dont il avait cédé les droits à Solvay en Belgique. Pour éviter un procès en priorité, Castners Aluminium Company s'associa en 1895 avec Solvay pour  former Castner-Kellner Alkali Company, qui racheta en 1897 la British Aluminum Company et installa à Runcorn la plus grande usine de production de procédé chlore-alcali. La production en Grande-Bretagne démarra en 1896. Castner et Kellner se partagèrent le marché géographiquement.

Coupe d'un four à graphite Castner. Légende : a - Sable mélangé à du coke pulvérisé, b - Briques réfractaires, c - Électrodes au charbon, d - Briques réfractaires, e - Charbons à convertir en graphite, f - Granulés de coke.

Il fut élu en 1895 vice-président de Niagara Electrochemical Co., qui exploitait son procédé et commença sa production en 1897. Castner, en concevant un four à plat, améliora en 1896 le procédé Acheson, technique d’élaboration de graphite à partir de charbon, ce qui permit de fabriquer des électrodes plus résistantes pour l'électrolyse ; en 1894, il mit au points diverses techniques de synthèse de cyanure pur pour le raffinage de l'or (une de ces réactions avait comme produits du carbonate de sodium, du charbon et de l'ammoniac).
Malade de tuberculose, Castner repartit en 1898 aux États-Unis, où il mourut quelques mois plus tard.
En 1900 , un des fils de Friedrich Ernst Roessler créa à Niagara Falls une filiale de Mathiesen Alkali Works pour exploiter les brevets de Castner aux États-Unis : Castner Electrolytic Alkali Co.